# 孟買邦

1956年邦界重划法后的孟买邦：
从中央邦划入孟买邦的毗达婆（Vidarbha）地区
从海得拉巴划入孟买邦的马拉特瓦达（Marathwada）地区
索拉什特拉邦（Saurasthra）划入孟买邦
庫奇邦（Kachchh）划入孟买邦
从孟买邦划入迈索尔邦的地区
原孟买邦伯纳斯甘塔县的阿布罗德划入拉贾斯坦邦)
1956年至1960年间的孟买邦边界

1951年的孟买邦

孟買邦是印度的一個已撤銷的一級行政區，其範圍包括了現在的古吉拉特邦和馬哈拉什特拉邦的部分地區。1956年，孟買邦按1956年邦界重劃法吸收了索拉什特拉邦和庫奇邦。1960年5月1日，孟買邦按照語言使用人口分佈分為古吉拉特邦和馬哈拉什特拉邦。